# Eleições estaduais em Goiás em 2018
As eleições estaduais em Goiás em 2018 foram realizadas em 7 de outubro, como parte das eleições gerais no Brasil. Os goianos aptos a votar elegeram seus representantes na seguinte proporção: dezesseis deputados federais, dois senadores e quarenta e um deputados estaduais. Também escolheram o governador para o mandato de 1° de janeiro de 2019 a 31 de dezembro de 2022. Ronaldo Caiado foi eleito no primeiro turno, com 1.773.185 votos, o equivalente a 59,73% dos votos válidos.  

## Candidatos

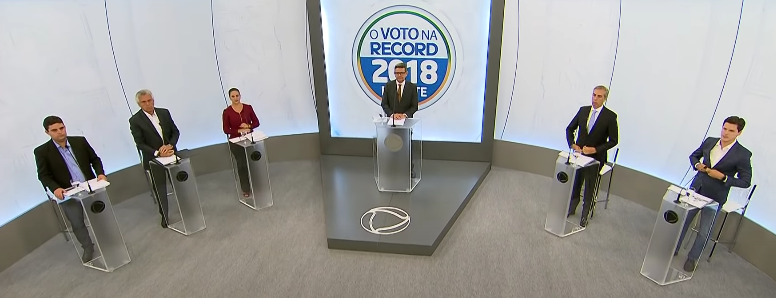
Debate das eleições estaduais em Goiás em 2018, nos púlpitos 5 candidatos.

### Resultado
Segundo o Tribunal Superior Eleitoral houve 2.968.733 votos nominais (83,54 %), 182.447 votos em branco (5,13 %) e 402.526 votos nulos (11,33 %) calculados sobre um total de 443.429 eleitores. O número de abstenções foi de 899.328 (20,20%).
| Candidatos a governador do estado | Candidatos a vice-governador | Número | Coligação                                                                                   | Votação   | Percentual |
| --------------------------------- | ---------------------------- | ------ | ------------------------------------------------------------------------------------------- | --------- | ---------- |
| Ronaldo Caiado DEM                | Lincoln Tejota PROS          | 25     | A Mudança é Agora (DEM / PRP / PROS / PMN / PMB / PSC / DC / PSL / PODE / PTC / PRTB / PDT) | 1.773.185 | 59,73%     |
| Daniel Vilela MDB                 | Heuler Cruvinel PP           | 15     | Novas Ideias, Novo Goiás (MDB / PP / PRB / PHS)                                             | 479.180   | 16,14%     |
| José Eliton PSDB                  | Raquel Teixeira PSDB         | 45     | Goiás Avança Mais (PSDB / PTB / PSB / PR / PSD / PPS / SD / PV / AVANTE / REDE)             | 407.507   | 13,73%     |
| Kátia Maria PT                    | Nivaldo Santos PCdoB         | 13     | Mudança de Verdade (PT / PC do B)                                                           | 271.807   | 9,15%      |
| Weslei Garcia PSOL                | Nildinha Assis PSOL          | 50     | PSOL (sem coligação)                                                                        | 26.020    | 0,88%      |
| Marcelo Lira PCB                  | Bruna Venceslau PCB          | 21     | PCB (sem coligação)                                                                         | 6.534     | 0,22%      |
| Alda Lucia Monteiro PCO           | José Geraldo PCO             | 29     | PCO (sem coligação)                                                                         | 4.500     | 0,15%      |

| Partido | Partido | Candidato   | Votos     | Votos (%) |
| ------- | ------- | ----------- | --------- | --------- |
|         | DEM     | Caiado      | 1 773 185 | 59,73%    |
|         | MDB     | Vilela      | 479 180   | 16,14%    |
|         | PSDB    | José Eliton | 407 507   | 13,73%    |
|         | PT      | Kátia       | 271 807   | 9,16%     |
|         | PSOL    | Weslei      | 26 020    | 0,88%     |
|         | PCB     | Lira        | 6 534     | 0,22%     |
|         | PCO     | Alda        | 4 500     | 0,15%     |
| Totais  | Totais  | Totais      | 2 968 733 |           |

### Turno Único
Segundo o Tribunal Superior Eleitoral houve 5.517.329 votos nominais (77,63%), 560.309 votos em branco (7,88%) e 1.029.774 votos nulos (14,49%) calculados sobre um total de 443.429 eleitores que nesta eleição, tinham o direito de votar em dois senadores. O número de abstenções foi de 899.328 (20,20%).
| Candidatos a senador da República | Candidatos suplente                                 | Número | Coligação                                                                                   | Votação   | Percentual |
| --------------------------------- | --------------------------------------------------- | ------ | ------------------------------------------------------------------------------------------- | --------- | ---------- |
| Vanderlan Cardoso PP              | Pedro Chaves MDB Jader Melo PP                      | 111    | Novas Ideias, Novo Goiás (MDB / PP / PRB / PHS)                                             | 1.729.637 | 31,35%     |
| Jorge Kajuru PRP                  | Benjamin Beze Junior PRP Milton Mercês PRP          | 444    | A Mudança é Agora (DEM / PRP / PROS / PMN / PMB / PSC / DC / PSL / PODE / PTC / PRTB / PDT) | 1.557.415 | 28,23%     |
| Wilder Morais DEM                 | Domingos Savio DEM Bispo Almeida DEM                | 251    | A Mudança é Agora (DEM / PRP / PROS / PMN / PMB / PSC / DC / PSL / PODE / PTC / PRTB / PDT) | 796.387   | 14,43%     |
| Lúcia Vânia PSB                   | José Vitti PSDB Fernando Safatle REDE               | 405    | Goiás Avança Mais (PSDB / PTB / PSB / PR / PSD / PPS / SD / PV / AVANTE / REDE)             | 519.691   | 9,42%      |
| Marconi Perillo PSDB              | Vilmar Rocha PSD Aleandra Sousa PTB                 | 456    | Goiás Avança Mais (PSDB / PTB / PSB / PR / PSD / PPS / SD / PV / AVANTE / REDE)             | 416.613   | 7,37%      |
| Agenor Mariano MDB                | Quirino PRB Vera Lúcia MDB                          | 150    | Novas Ideias, Novo Goiás (MDB / PP/ PRB/ PHS)                                               | 196.614   | 3,56%      |
| Professora Geli PT                | Professora Antônio Bites PT Mardônio PCdoB          | 131    | Mudança de Verdade (PT / PC do B)                                                           | 132.773   | 2,41%      |
| Luis Cesar Bueno PT               | Professora Neusa PT Sormani Irineu PT               | 135    | Mudança de Verdade (PT / PC do B)                                                           | 101.743   | 1,84%      |
| Fabrício Rosa PSOL                | Professor Agustinho PSOL Fabrício Costa PSOL        | 500    | PSOL (sem coligação)                                                                        | 45.833    | 0,83%      |
| Magda Borges PCB                  | Bernardo Bispo PCB Isimere Aparecida PCB            | 210    | PCB (sem coligação)                                                                         | 20.623    | 0,37%      |
| Santana Pires PATRI               | Pedrão PATRI Guarda-Chuva PATRI                     | 510    | PATRI (sem coligação)                                                                       | 5.958     | 0,11%      |
| Professor Alessandro Aquino PCO   | Tião da Construção Civil PCO Assis do Sindicato PCO | 290    | PCO (sem coligação)                                                                         | 3.869     | 0,08%      |

## Pesquisas de intenção de voto

### Governador
| Período da pesquisa | Instituto | Margem de erro | Candidato    | Candidato     | Candidato    | Candidato  | Candidato     | Candidato  | Candidato  | Brancos ou Nulos | Não sabe |
| Período da pesquisa | Instituto | Margem de erro | Caiado (DEM) | Eliton (PSDB) | Vilela (MDB) | Kátia (PT) | Garcia (PSOL) | Alda (PCO) | Lira (PCB) | Brancos ou Nulos | Não sabe |
| ------------------- | --------- | -------------- | ------------ | ------------- | ------------ | ---------- | ------------- | ---------- | ---------- | ---------------- | -------- |
| 14/08 a 16/08/2018  | Ibope     | ±3%            | 36%          | 10%           | 10%          | 5%         | 2%            | 3%         | 3%         | 20%              | 11%      |
| 18/09 a 20/09/2018  | Ibope     | ±3%            | 47%          | 13%           | 12%          | 5%         | 1%            | 1%         | 1%         | 12%              | 8%       |

### Senado Federal
Nota: Levando em conta que para o senado o eleitor irá votar duas vezes, as pesquisas possuem um universo de 200%.
| Período da pesquisa | Instituto | Margem de erro | Candidato      | Candidato   | Candidato    | Candidato    | Candidato  | Candidato   | Candidato    | Candidato | Brancos ou Nulos | Não sabe |
| Período da pesquisa | Instituto | Margem de erro | Perillo (PSDB) | Lúcia (PSB) | Kajuru (PRP) | Cardoso (PP) | Bueno (PT) | Magda (PCB) | Wilder (DEM) | Outros    | Brancos ou Nulos | Não sabe |
| ------------------- | --------- | -------------- | -------------- | ----------- | ------------ | ------------ | ---------- | ----------- | ------------ | --------- | ---------------- | -------- |
| 14/08 a 16/08/2018  | Ibope     | ±3%            | 30%            | 28%         | 26%          | 18%          | 6%         | 5%          | 6%           | 15%       | 37%              | 29%      |
| 18/09 a 20/09/2018  | Ibope     | ±3%            | 29%            | 26%         | 28%          | 28%          | 2%         | 3%          | 6%           | 12%       | 34%              | 32%      |

## Deputados Federais
|       | Deputado                                           | Partido           | Mandato | Experiência anterior | Votos   | Obs.  |
| Goiás | Goiás                                              | Goiás             | Goiás | Goiás | Goiás   | Goiás |
| ----- | -------------------------------------------------- | ----------------- | --- | --- | ------- | ----- |
| —     | Waldir Soares de Oliveira (Delegado Waldir)        | PSL 2018—presente | 3 2011—2015 —2019 —2023 | Delegado da Polícia Civil do Estado de Goiás 2000—2011 | 274.406 |       |
| —     | Dr. Zacarias Calil (Zacarias Calil Hamu)           | DEM —presente     | 1 2019—2023 | Médico | 151.508 |       |
|       | Flávia Morais (Flávia Carreiro Albuquerque Morais) | PDT 2009—presente | 3 2011—2015 —2019 —2023 | Secretária de Assistência Social de Santa Bárbara de Goiás 1993—1996 Secretária de Assistência Social de Trindade 2000—2002Deputada estadual por Goiás 2002—2010 Secretária de Cidadania e Trabalho de Goiás 2007—2010 | 169.774 |       |
| —     | Francisco Jr (Francisco Rodrigues Vale Júnior)     | PSD —presente     | 1 2019—2023 | Deputado estadual por Goiás 2015—2019 | 111.788 |       |
| —     | Glaustin da Fokus (Glauskston Batista Rios)        | PSC ?—presente    | 1 2019—2023 | Dono da Fokus Distribuidora | 100.437 |       |
|       | João Campos (João Campos de Araújo)                | PRB 2016—presente | 5 2003—2007 —2011 —2015 —2019 —2023 | Delegado da Polícia Civil do Estado de Goiás | 106.014 |       |
|       | Lucas Vergílio (Lucas de Castro Santos)            | SD ?—presente     | 2 2015—2019 —2023 | Vice-Presidente Institucional e de Relações com o Corretor do Sincor-GO 2014—2018 | 78.431  |       |
| —     | Magda Mofatto (Magda Mofatto Hon)                  | PR 2013—presente  | 3 Magda Mofatto assumiu seu primeiro mandato de deputada federal, na 55ª legislatura (2011—2015), em 13 de julho de 2011, após o Supremo Tribunal Federal (STF) não reconhecer a possibilidade de aplicação da Lei da Ficha Limpa na eleição de 2010.< 2011—2015 —2019 —2023 | Vereadora de Caldas Novas 1993—1996 2001—2002 2008—2010 Deputada estadual por Goiás 2002—2004 Prefeita de Caldas Novas 2004—2007                                                                                       | 88.894  |       |
|       | Major Vitor Hugo (Vitor Hugo de Aráujo Almeida)    | PSL —presente     | 1 2019—2023 | Major do Exército Brasileiro | 31.190  |       |
|       | Rubens Otoni (Rubens Otoni Gomide)                 | PT 1980—presente  | 5 2003—2007 —2011 —2015 —2019 —2023 | Deputado estadual por Goiás 1992—1994 1999—2003 | 83.063  |       |
| —     | Zé Mario (José Mário Schreiner)                    | DEM —presente     | 1 2019—2023 | Suplente de deputado estadual por Goiás 2015—2019 | 96.188  |       |
|       | Professor Alcides                                  | PP                | | | 88.545  |       |
|       | Adriano do Baldy                                   | PP                | | | 77.729  |       |
|       | Elias Vaz                                          | PSB               | | | 74.877  |       |
|       | Célio Silveira                                     | PSDB              | | | 70.663  |       |
|       | Alcides Rodrigues                                  | PRP               | | | 64.941  |       |
|       | José Nelto                                         | PODE              | | | 61.809  |       |

## Deputados Estaduais
Esta é a lista dos eleitos.
| Nome                              | Partido | Coligação             | Votos nominais | Notas | Ref   |
| --------------------------------- | ------- | --------------------- | -------------- | ----- | ----- |
| Henrique César                    | PSC     | DEM - PTC - PMB - PSC | 46.545         |       | [ 7 ] |
| Jeferson Rodrigues                | PRB     | MDB - PRB             | 45.605         |       | [ 7 ] |
| Diego Sorgatto                    | PSDB    | PSDB - PSB - PPS      | 41.362         |       | [ 7 ] |
| Paulo César Martins               | MDB     | MDB - PRB             | 40.970         |       | [ 7 ] |
| Adriana Accorsi                   | PT      | PT - PC do B          | 39.283         |       | [ 7 ] |
| Helio de Sousa                    | PSDB    | PSDB - PSB - PPS      | 38.788         |       | [ 7 ] |
| Júnio Alves Araújo                | PODE    | PODE - PRP            | 38.278         |       | [ 7 ] |
| Lissauer Vieira                   | PSB     | PSDB - PSB - PPS      | 37.550         |       | [ 7 ] |
| Chico KGL                         | DEM     | DEM - PTC - PMB - PSC | 37.408         |       | [ 7 ] |
| Antônio Gomide                    | PT      | PT - PC do B          | 36.998         |       | [ 7 ] |
| Dr. Antônio                       | DEM     | DEM - PTC - PMB - PSC | 36.683         |       | [ 7 ] |
| Claudio Meirelles                 | PTC     | DEM - PTC - PMB - PSC | 36.502         |       | [ 7 ] |
| Talles Barreto                    | PSDB    | PSDB - PSB - PPS      | 36.456         |       | [ 7 ] |
| Lêda Borges                       | PSDB    | PSDB - PSB - PPS      | 35.040         |       | [ 7 ] |
| Bruno Peixoto                     | MDB     | MDB - PRB             | 34.655         |       | [ 7 ] |
| Humberto Aidar                    | MDB     | MDB - PRB             | 31.873         |       | [ 7 ] |
| Tião Caroço                       | PSDB    | PSDB - PSB - PPS      | 31.407         |       | [ 7 ] |
| Alysson Francisco de Lima         | MDB     | MDB - PRB             | 30.868         |       | [ 7 ] |
| Virmondes Cruvinel Filho          | PPS     | PSDB - PSB - PPS      |                |       | [ 7 ] |
| Wilde Lopes Roriz                 | PSD     | PTB - PSD             |                |       | [ 7 ] |
| Gustavo Sebba                     | PSDB    | PSDB - PSB - PPS      |                |       | [ 7 ] |
| Rubens Marques Vieira dos Santos  | PROS    | PSL - PR - PROS       |                |       | [ 7 ] |
| Humberto Teófilo de Menezes Neto  | PSL     | PSL - PR - PROS       |                |       | [ 7 ] |
| Iso Moreira                       | DEM     | DEM - PTC - PMB - PSC |                |       | [ 7 ] |
| Amauri Ribeiro                    | PRP     | PODE - PRP            |                |       | [ 7 ] |
| Lucas Pinheiro Brandão Calil      | PSD     | PTB - PSD             | 23.994         |       | [ 7 ] |
| Álvaro Guimarães                  | DEM     | DEM - PTC - PMB - PSC | 23.788         |       | [ 7 ] |
| Rafael Gouveia                    | DC      | DC                    | 23.466         |       | [ 7 ] |
| Delegado Eduardo Prado            | AVANTE  | AVANTE - PV           | 20.845         |       | [ 7 ] |
| Henrique Arantes                  | PTB     | PTB - PSD             | 20.556         |       | [ 7 ] |
| Zé Carapô                         | DC      | DC                    | 19.583         |       | [ 7 ] |
| Charles Bento Evangelista         | PRTB    | PRTB - PMN            | 18.626         |       | [ 7 ] |
| Cairo Salim                       | PROS    | PSL - PR - PROS       | 18.579         |       | [ 7 ] |
| Vinicius Cirqueira                | PROS    | PSL - PR - PROS       | 17.698         |       | [ 7 ] |
| Paulo Trabalho                    | PSL     | PSL - PR - PROS       | 16.957         |       | [ 7 ] |
| Amilton Filho                     | SD      | SD - NOVO             | 16.486         |       | [ 7 ] |
| Karlos Cabral                     | PDT     | PDT                   | 15.941         |       | [ 7 ] |
| Thiago Albernaz                   | SD      | SD - NOVO             | 14.561         |       | [ 7 ] |
| Wagner Neto                       | PATRI   | PATRI                 | 14.256         |       | [ 7 ] |
| Julio Pina                        | PRTB    | PRTB - PMN            | 13.148         |       | [ 7 ] |
| Adailton Florentino do Nascimento | PP      | PP                    | 11.616         |       | [ 7 ] |